# Margaux De Ré
 (mars 2020).
Margaux De Ré, née le 18 octobre 1990, est une femme politique belgo-italienne membre d'Ecolo.

## Biographie

### Parcours scolaire et professionnel
D'origine liégeoise et issue d'un milieu ouvrier avec un père immigré italien, Margaux De Ré dispose d'un bachelier en information et communication et d'un master en art du spectacle (spécialisation cinéma) de l'ULiège.
De 2014 à 2015, elle travaille comme attachée à la direction de la bibliothèque de l'ULiège puis en septembre 2015 cofonde la start-up NextRide, une application destinée à faciliter la mobilité. Elle y est également chargée de communication.
Par la suite, elle officie comme responsable de la communication auprès d'Ecolo plus précisément en ce qui concerne la communication numérique.

### Parcours politique
Proche d'Ecolo après avoir travaillé avec le parti sur sa stratégie de communication, elle est seizième sur la liste bruxelloise du parti aux élections régionales de 2019.
Si dans un premier temps, elle n'est pas élue, en septembre 2019, elle remplace Rajae Maouane dans l'enceinte bruxelloise ainsi qu'au parlement de la Communauté française, à la suite de la démission de celle-ci désirant s’investir à temps plein dans sa nouvelle fonction de co-présidente d'Ecolo.
Le 28 novembre 2019, elle participe à la modification du règlement du Parlement bruxellois afin de créer la toute première Commission de l’égalité des chances et des droits des femmes. Elle en devient la première présidente, avec pour objectif de "rendre plus audible la parole des femmes".
En 2021, elle se voit médiatisée aux côtés des manifestantes lors des différents rassemblements visant à dénoncer les agressions des femmes dans le monde de la nuit lors de l'avènement du mouvement #BalanceTonBar, dans le prolongement du Mouvement Me Too.
Elle est à l'origine de plusieurs projets parlementaires en lien avec l'endométriose. Son travail sur la maladie est relayé dans la presse.
Le projet proposé défend: 
- L'importance de soutenir les campagnes de sensibilisation, notamment via les écoles.
- La formation et la sensibilisation des professionnels de la santé vis-à-vis de la maladie.
- Le soutien à la recherche scientifique.
- La mise en place d'une étude officielle sur la maladie[8].

En décembre 2023, elle exprime son soutien à une pétition citoyennedemandant le changement de nom de la station de métro STIB "Pétillon". En effet, cette dénomination rend hommage au Major d'Artillerie Arthur Pétillon, un colon ayant officié au Congo, pendant la colonisation belge sous Léopold II,; hommage problématique selon les lanceurs de la pétition.
Le même mois, elle porte plainte à l'OCDE, avec trois autres personnalités politiques (France Masai, Samuel Cogolati et Olivier Bierin), contre la marque de Fast-Fashion Shein pour son implication dans le génocide des Ouighours.
En Avril 2024, elle dépose un projet de résolution en vue de lutter contre les violences obstétricales.
Elle se représente pour les élections régionales de 2024, où elle passe de la seizième à la neuvième place sur la liste Ecolo de la Région bruxelloise.
Elle est réélue le 9 juin 2024 pour un second mandat de cinq ans.

## Mandats politiques
- Depuis le 17/09/2019: Députée au Parlement bruxellois ;
- Depuis le 17/09/2019 : Députée de la Fédération Wallonie-Bruxelles